# Seznam svatohavelských biskupů
Toto je seznam biskupů diecéze St. Gallen:
- 1823–1847 biskupství spojeno aeque principaliter s churskou diecézí
- 1847–1862 Johann Peter Mirer, v letech 1836–1847 apoštolský vikář
- 1863–1882 Karl Johann Greith
- 1882–1906 Augustin Egger
- 1906–1913 Ferdinand Rüegg
- 1913–1930 Robert Bürkler
- 1930–1938 Alois Scheiwiler
- 1938–1957 Joseph Meile
- 1957–1976 Joseph Hasler
- 1976–1994 Otmar Mäder
- 1995–2005 Ivo Fürer
- 2006–2025 Markus Büchel
- od 2025 Beat Grögli